# Toyota FCHV

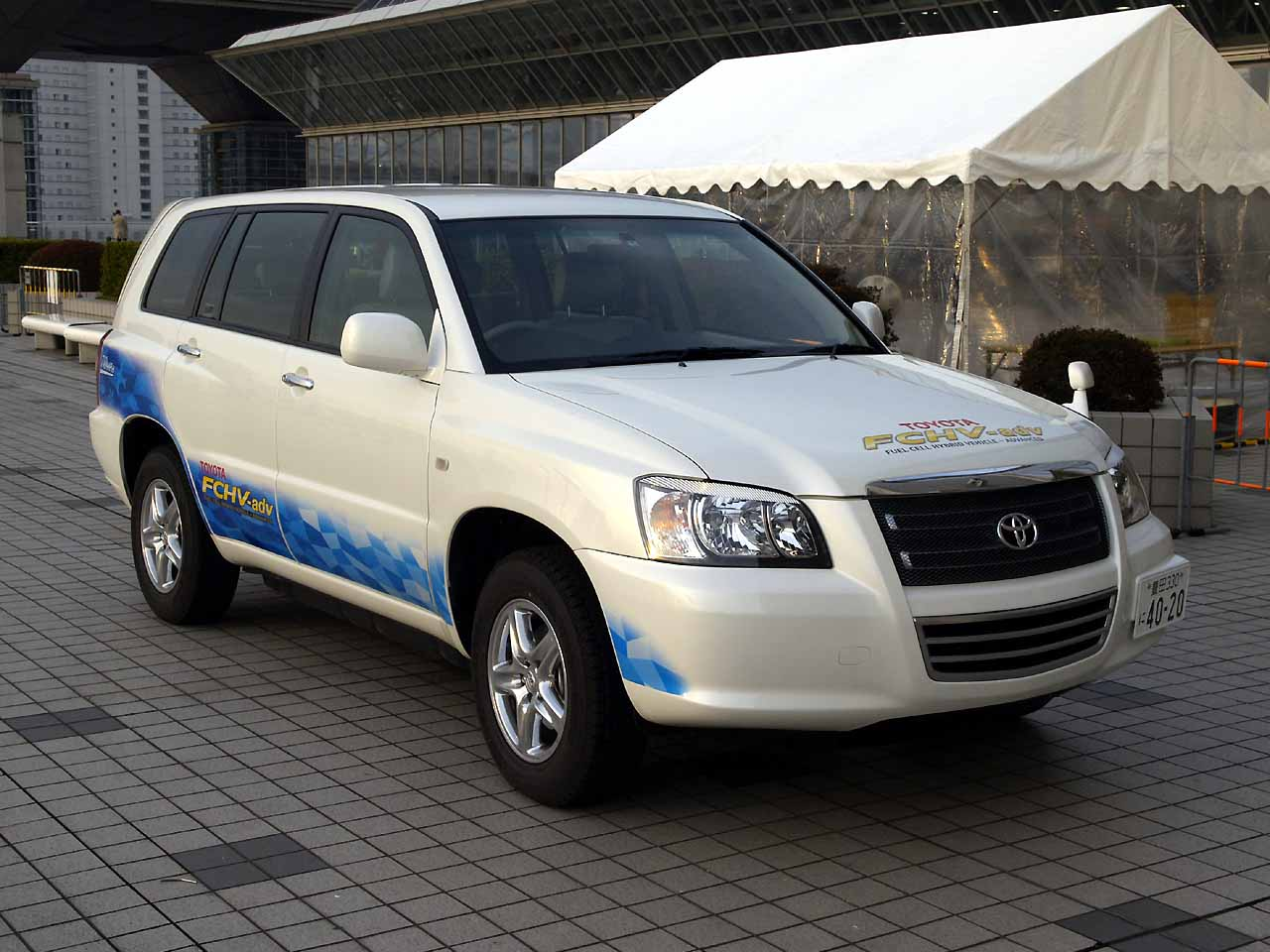
FCHV-adv in Japan

Der Toyota FCHV ist eine Serie von Prototypen eines Wasserstoff-Brennstoffzellenfahrzeugs, vorgestellt 2001. Der Nachfolger der FCHV-Prototypen ist der in Großserie gebaute Toyota Mirai.
Das Kürzel „FCHV“ steht für „Fuel Cell Hybrid Vehicle“ wörtlich „Brennstoffzellen-Hybridfahrzeug“. Das Hybrid darf hier nicht verwechselt werden mit Hybriden mit einem Verbrennungsmotor. Es handelt sich um die technische Einstufung als serieller Hybrid. Beim Brennstoffzellenfahrzeug wird der Antrieb eines Elektroautos zusätzlich mit einem Brennstoffzellenstapel als Range Extender ausgerüstet. Die Fahrzeuge setzen den Akkumulator nicht nur als Puffer ein, der beim Bremsen aufgeladen wird und beim anschließenden Wiederanfahren für zusätzliche Kraft zum Vortrieb sorgt, sondern der Akku ist der Hauptenergiespeicher und kann über weite Strecke die einzige Stromquelle im Fahrbetrieb sein und Lastwechsel schnell ausregeln. Dieses Konzept wird heute bei den meisten Brennstoffzellenfahrzeugen eingesetzt. Vorteilhaft ist dabei, dass die Brennstoffzelle gleichmäßig arbeiten kann und dadurch geringer verschleisst.
Derzeit kennt Toyota fünf Modellgenerationen des FCHV, wovon die ersten beiden FCHV-1 und FCHV-2 Vorentwicklungen der Jahre 1997 und 1999 waren und auf dem Toyota RAV4 basierten. Größere Aufmerksamkeit erreichte das Konzept erst mit der Vorstellung des FCHV-3 auf Basis des Toyota Kluger V (japanischer Name) oder Toyota Highlander, wie er in den USA heißt, der im Wesentlichen bereits Serienreife erreicht hat.
Der FCHV-3 ist der Prototyp eines Brennstoffzellenfahrzeugs, bei dem gasförmiger Wasserstoff in Metallhydrid-Speichern mitgeführt wird. Die 90 -kW-PEM-Brennstoffzelle treibt einen Elektromotor parallel zu einem Nickel-Metallhydrid-Akku an. Zusätzlich gibt es einen zweiten Akkumulator als Puffer für den Fahrbetrieb mit Rückenergie („Recuperation“). Vorgestellt wurde das Fahrzeug auf dem „International Symposium on Full-Cell Vehicles“ im März 2001 in Tokio.
Der FCHV-4 ist der Prototyp eines Brennstoffzellenfahrzeugs, bei dem gasförmiger Wasserstoff in Drucktanks (250 bar) mitgeführt wird. Die anderen Kennwerte sind ähnlich zum FCHV-3 (90 -kW-PEM-Brennstoffzelle etc.). Das Fahrzeug wurde anscheinend parallel zum FCHV-3 entwickelt und im Juni 2001 vorgestellt. Dieses Fahrzeug wurde mit einer Straßenzulassung versehen und nahm mehrjährig am CaFCP teil.
Der FCHV-5 ist der Prototyp eines Brennstoffzellenfahrzeugs, der eine natürliche Fortentwicklung des FCHV-4 ist, vorgestellt im Oktober 2001. Dieser Prototyp verwendet hochreines Benzin als Treibstoff. Da die Brennstoffzelle nur Wasserstoff verwenden kann, wird aus dem hochreinen Benzin mittels eines Reformers der benötigte Wasserstoff erzeugt.
Das FCHV wurde 2002 vorgestellt und ist die Basis einer Kleinserie von Brennstoffzellenfahrzeugen, die in Japan und Kalifornien ab 2003 als Leasingfahrzeuge getestet wurden. Es wurde das Grundkonzept des FCHV-4 übernommen (90-kW-PEM-Brennstoffzelle und 80-kW-Elektromotor), nur der Druck der Wasserstofftanks stieg auf 350 bar.
2005 wurde eine verbesserte Version an Leasingnehmer ausgeliefert, die eine höhere Leistung (90 kW) des Elektromotors hat. Die meisten der 2003 ausgelieferten Leasingfahrzeuge wurden Ende 2005 durch die verbesserte Version ersetzt.
Ende September 2007 fuhr eine weiter verbesserte Version – nun mit einem 700 bar Wasserstofftank – von Osaka nach Tokio ohne Tankstopp, was einer Entfernung von 350 Meilen oder
560 km entspricht.
Ab 2008 wurde die wiederum verbesserte Version FCHV-adv vorgestellt. Diese Fahrzeuge haben nun den 700 bar Tank, der insgesamt 6 kg Wasserstoff aufnehmen kann und wurden in der Presse mit bis zu 830 km Reichweite beworben.
Ab 2010 wurden auch in Deutschland mit dem Toyota FCHV-adv Versuchs- und Probefahrten durchgeführt. Der Toyota-Techniksprecher Dirk Breuer erklärte bei einer Probefahrt mit einem der fünf existierenden Prototypen: „Mit dieser Technik wird das Brennstoffzellen-Fahrzeug im Prinzip serienreif“, „Gut 600 Kilometer sind mit einem vollen Wasserstofftank möglich.“
Der Wirkungsgrad der PEM-Brennstoffzelle beträgt etwa 60 %, der Elektromotor leistet 90 kW bzw. 122 PS, das Drehmoment beträgt 260 Nm. Das Fahrzeug ist mit 1880 kg nur 45 kg schwerer als das baugleiche Modell mit Verbrennungsmotor, das 1835 kg wiegt. In der Brennstoffzelle wird nun kaum mehr Platin verwendet als in einem handelsüblichen Katalysator für Verbrennungsmotoren.